# バール・ガンガーダル・ティラク

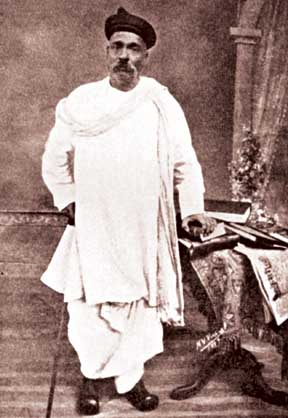
バール・ガンガーダル・ティラク

バール・ガンガーダル・ティラク（マラーティー語: बाळ गंगाधर टिळक、英語: Bal Gangadhar Tilak、1856年7月23日 - 1920年8月1日）は、インドの民族主義者、教師、社会改革者、そして、最初期のインド独立運動で活躍した政治指導者である。

## 呼称
ティラクはインド人からは「ロークマンニャ・ティラク」と呼ばれていた。「ロークマンニャ」（Lokmanya）とは「インド人のリーダー」という尊称である。一方、イギリス政府の見方は別で、イギリス政府はティラクのことを軽蔑的に「インドにおける社会的動揺の父」としてのリーダーと呼んだ。

## 概要
ティラクは、インドにおけるインド人の自治を意味する「スワラージ」（ヒンディー語: स्वराज）を最初に唱えた指導者であり、彼が残した言葉である”Swaraj is my birthrights, and I shall have it!”（日本語訳:「私は生得の権利スワラージ（自治）を要求する」は、今日のインドでもよく記憶されている。

## 生涯

### 政治家になるまで
ティラクは、マハーラーシュトラのバラモンの家系（チトパーワン・バラモン）に生まれた。彼と同じチトパーワン・バラモンに属する独立活動家には、ゴーパール・クリシュナ・ゴーカレーがいる。
ティラクの父は、有名な教師であると同時にサンスクリットの学者であった。その父はティラクが16歳のときに死亡した。1877年に、プネーにあるデカン大学を卒業したが、ティラクは大学教育を施されたインド人の第一世代の一人となった。
大学を卒業後、ティラクはプネーにある私立学校で数学の教師となった。その後、ティラクはジャーナリストへ転身する。ティラクは、西洋の教育制度について厳しく批判した。ティラクは西洋の教育制度は、インドの学生の品位を落とさせ、また、インドの遺産を抑圧するものと感じていた。ティラクは、大学時代の友人とともに、デカン・エデュケーション・ソサエティーを組織し、インドの学生の教育の質の改善を目的とした。このデカン・エデュケーション・ソサエティーは、インド文化を強調することを通して、民族主義者の育成というシステムを構築していった。ティラクは、宗教及び文化の復興を強調することによって、大衆運動をインドの独立に向かわせようとしていた。

### 政治経歴
ティラクは、サンスクリットで獅子を意味するマラーティー語の新聞『ケサーリー』（マラーティー語: केसरी）及び英字紙『マラーター』（The Maratha）を1881年から刊行した。2年もすると、ケサーリーはインドのほかの言語で刊行された新聞よりも、多くの指導者をひきつける新聞となっていた。インド政庁の行政を激しく批判した。また、インド人が自らの権利のために闘うことを主張した。
1890年、ティラクは、インド国民会議に参加した。ティラクはインド国民会議の穏健路線に反対した。ティラクの最初の重要な抗議は1891年の承諾年齢法（en）に対してであった。この法律の内容は、女性の結婚による性交が許される下限を10歳から12歳に引き上げるといったものであった。この問題は、ヒンドゥーの改革者が長年論じてきた問題であったが、ティラクの主張は、イギリスの不介入とヒンドゥー自身が決定すべきというものであった。もともと、ティラクは子供の結婚に対して反対の立場を採っており、ティラクの娘も結婚は16歳のときであった。

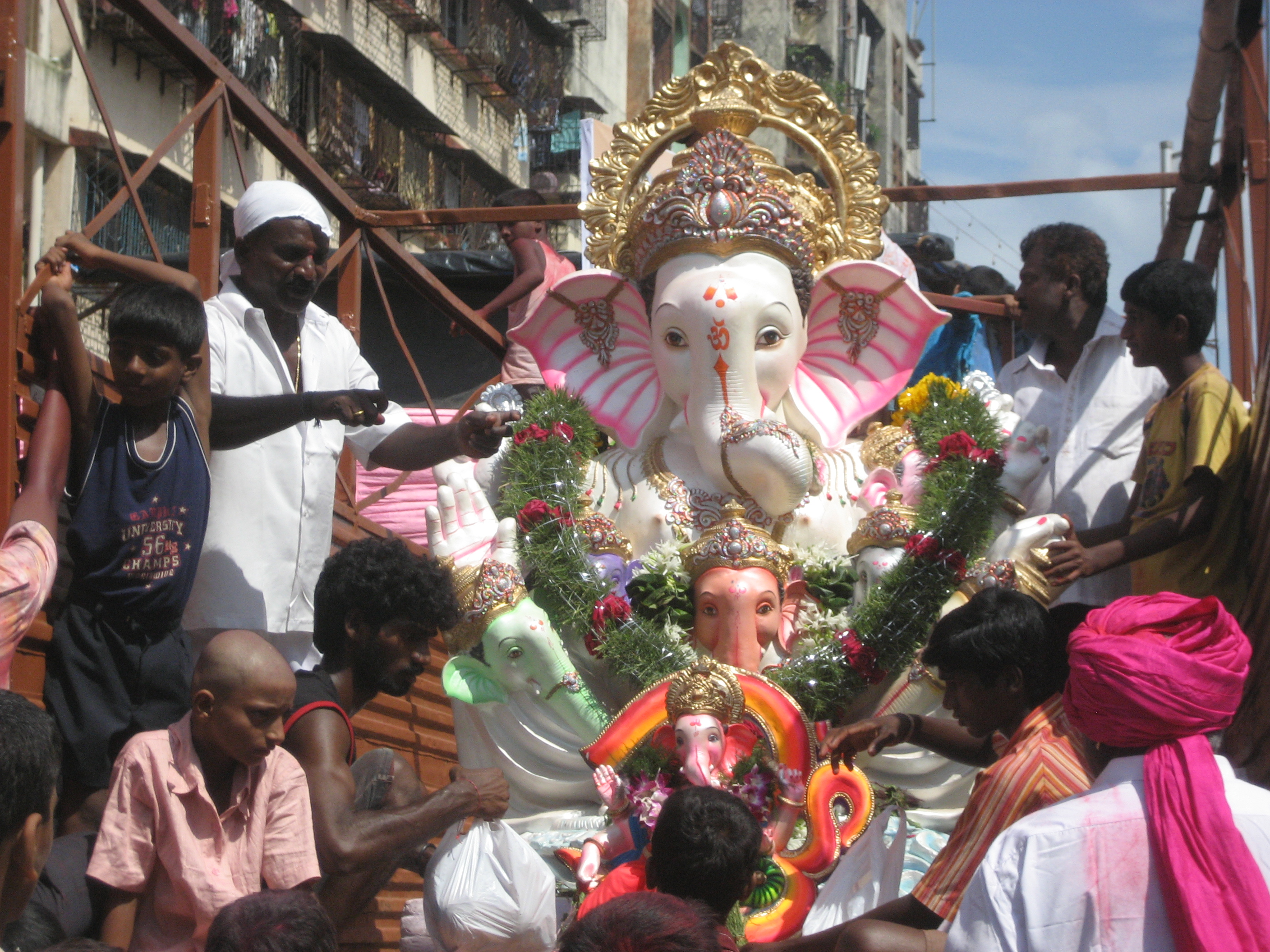
ティラクが組織化に成功したガネーシュ・フェスティバルは現代のインドにも根付いている。（2007年、ムンバイ）

ティラクは、1893年のガネーシュ・フェスティバル）の組織化、1895年のシヴァージーの祭りの組織化に成功した。ティラクの狙いは、ヒンドゥーと国の栄光を祝い、さらに、目下の重要な政治問題を明らかにすることであった。もっとも、ティラクの行動がヒンドゥーとムスリムの間に漂っていた悪感情をさらに悪化させる結果となった。
1896年、ムンバイ発のペストの大流行（en）が起こった。イギリスは、防疫手段として、住民疎開を実施した。この住民疎開は現地人の感情を無視した方法であった。1897年には、伝染病対策官イギリス人のウォルター・ランドが暗殺された。この暗殺事件の際に、ティラクは論文を書いており、その内容が扇動的だったことから、煽動罪により8ヶ月間の懲役に服すこととなった。ティラクが刑務所から出所して来た際、インド独立に対しての悲劇のヒーローとして崇拝されるようになっており、また、ティラクは、「私は生得の権利スワラージ（自治）を要求するというスローガンを採用した。
1905年、ベンガル分割令が発布された。ティラクは、ベンガル分割令に対して反対する急進的な動きを採った。ティラクは、スワデーシ（国産品愛用・英国製品排斥）を主張した。ついに、1907年、国民会議はベンガル分割令を支持する穏健派と反対する急進派に分裂することとなり、ティラクは同じバラモン階級出身のゴーカレーと袂を分かつこととなった。同年、ティラクは、反政府扇動罪による6年の懲役刑を宣告され、ビルマ・マンダレー刑務所に入ることとなった。

### 晩年
1914年は、第一次世界大戦が勃発した年であり、イギリスはインドの助力が必要とした。ティラクは1909年に制定されたインド参事会法を歓迎していた。モーリ・ミントー改革（en）として知られるこの法律によって、地方参事会の委員の過半数を民間インド人とすること、また、全ての制度において選挙の原則が導入されたからである。1915年に、ビルマからインドに戻ると、ティラクは再び国民会議に参加した。その背景には自らの考えが軟化したことに加え、ゴーカレーとゴーカレーの盟友フィロゼシャー・メヘタが相次いで病没したことにある。
1916年に、ティラクは、ジョゼフ・バプティスタ（en）、アニー・ベサント、ムハンマド・アリー・ジンナーらとともに、発足した「全インド自治同盟」（Indian Home Rule Movement）を設立させた。自治連盟は、さまざまな階層の人々に自治の観念をある程度、植え付ける役割を果たした。また、ティラクは、1917年に発生したロシア革命の影響を受け、ウラジーミル・レーニンを崇拝するようにもなった。
1920年8月1日、この日は、インドにおいて、マハトマ・ガンディーが最初の非協力運動を始めた日に、ティラクは死亡した。ティラクの死亡をきっかけに、ティラクの支持者たちは、ガンディーをはじめとする若い戦闘的な若い政治活動家たちへの支持をようやく行うようになる。